# Рангіроа

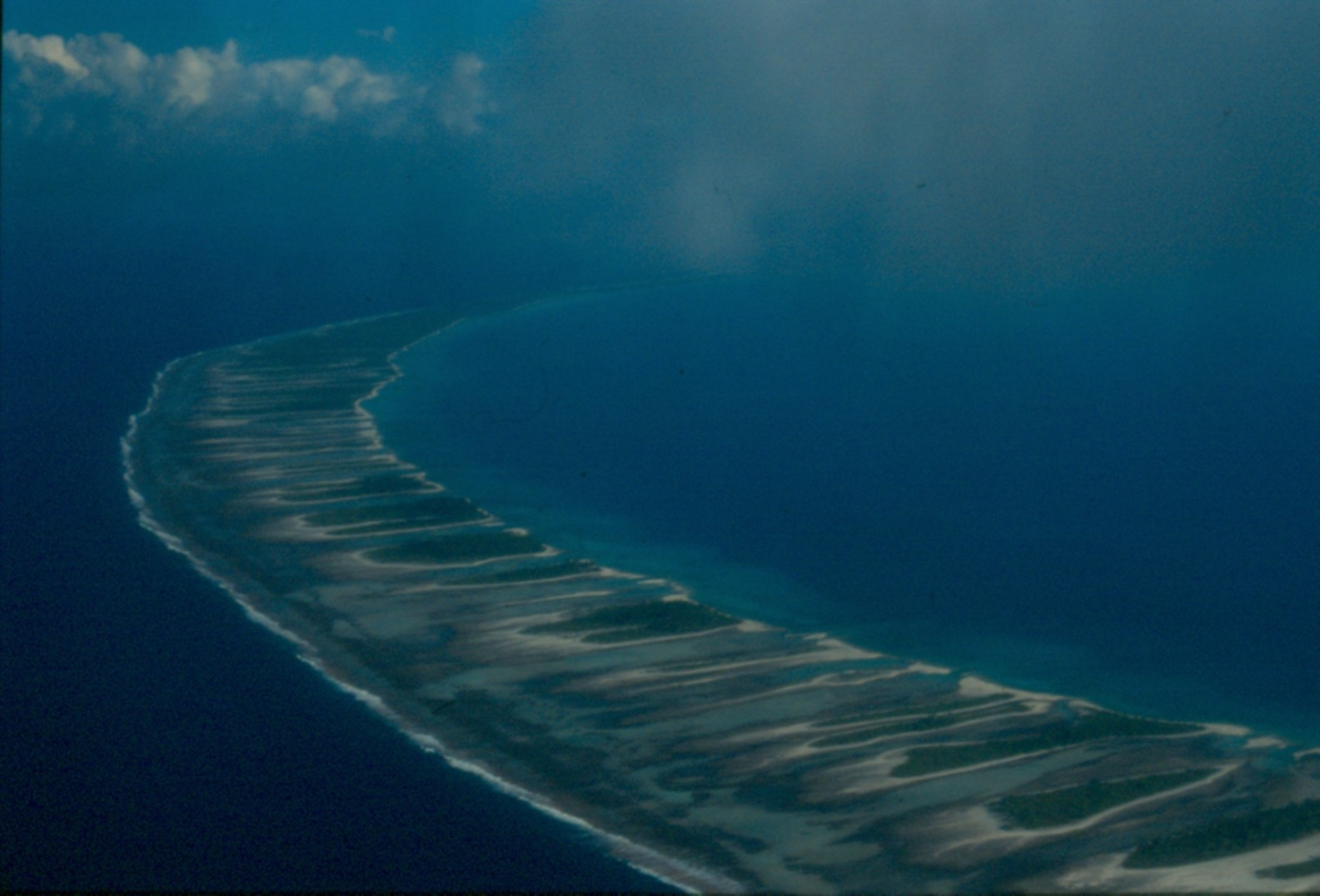
Західна частина атола. Лагуна лежить праворуч

Рангіроа (фр. Rangiroa) — найбільший атол архіпелагу Туамоту у Французькій Полінезії). Лежить за 355 км від Папеете, столиці Французької Полінезії на острові Таїті.

## Географія
Сумарна площа 415 невеликих острівців атола, або моту, дорівнює 79 км². Лагуна займає площу 1446 км² і має довжину 80 км і ширину від 5 до 32 км.

## Історія
Імовірно, атол Рангіроа був заселений ще в X столітті. На атолі збереглася велика кількість споруд, побудованих стародавніми полінезійцями (наприклад, марае — церемоніальні майданчики). Приблизно в 1560 році на острові сталося стихійне лихо, внаслідок якого знищено поселення на західній стороні атола. До XVII століття відноситься період розквіту економіки Рангіроа, який тривав до 1770-х років, коли воїни острова програли воїнам атола Анаа. В результаті значна частина мешканців була вбита або полонена, поселення знищені.

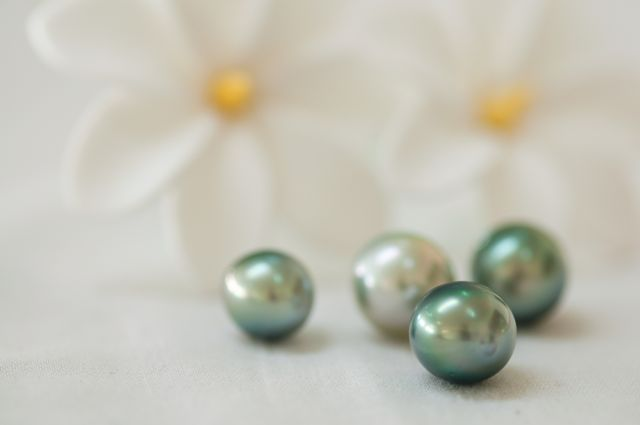
Перлини з ферми на Рангіроа

Європейським першовідкривачем Рангіроа став Віллем Корнеліс Схаутен, що помітив атол у 1616 році. У 1722 році проходив повз острів голландський мандрівник Якоб Роггевен.

## Адміністративний поділ
Острови Рангіроа, Тікехау, Матаіва і Макатеа утворюють комуну Рангіроа, яка входить до складу адміністративного підрозділу Туамоту-Гамб'є.
| Острів або риф  | Площа суші, км² | Площа лагуни, км² | Населення, чол. (2007) | Адміністративний центр |
| --------------- | --------------- | ----------------- | ---------------------- | ---------------------- |
| Рангіроа        | 79              | 1 446             | 2438                   | Тіпута                 |
| Тікехау         | 20              | 400               | 507                    | Тухерахера             |
| Матаіва         | 16              | 25                | 204                    | Папуа                  |
| Макатеа         | 24              | —                 | 61                     | Моуту                  |
| Комуна Рангіроа | 139             | 1 871             | 3210                   | Тіпута                 |

## Населення
У поселенні Типута розташовані органи місцевого самоврядування округу Рангіроа. Найбільші поселення — Аватору (Avatoru) і Тіпута (Tiputa). У 2007 році населення острова — 2438 осіб.

## Економіка
У середині XIX століття на Рангіроа з'явилися перші католицькі місіонери, які в 1865 році висадили на острові кокосову плантацію. Відтоді основним заняттям жителів стало виробництво копри, обсяг якого значно впав останніми роками. Розвивається рибальство. Розвинений туризм. У 1965 році для розвитку туризму на моту Аватору відкрили злітно-посадкову смугу. Поселення з'єднані між собою заасфальтованою дорогою.

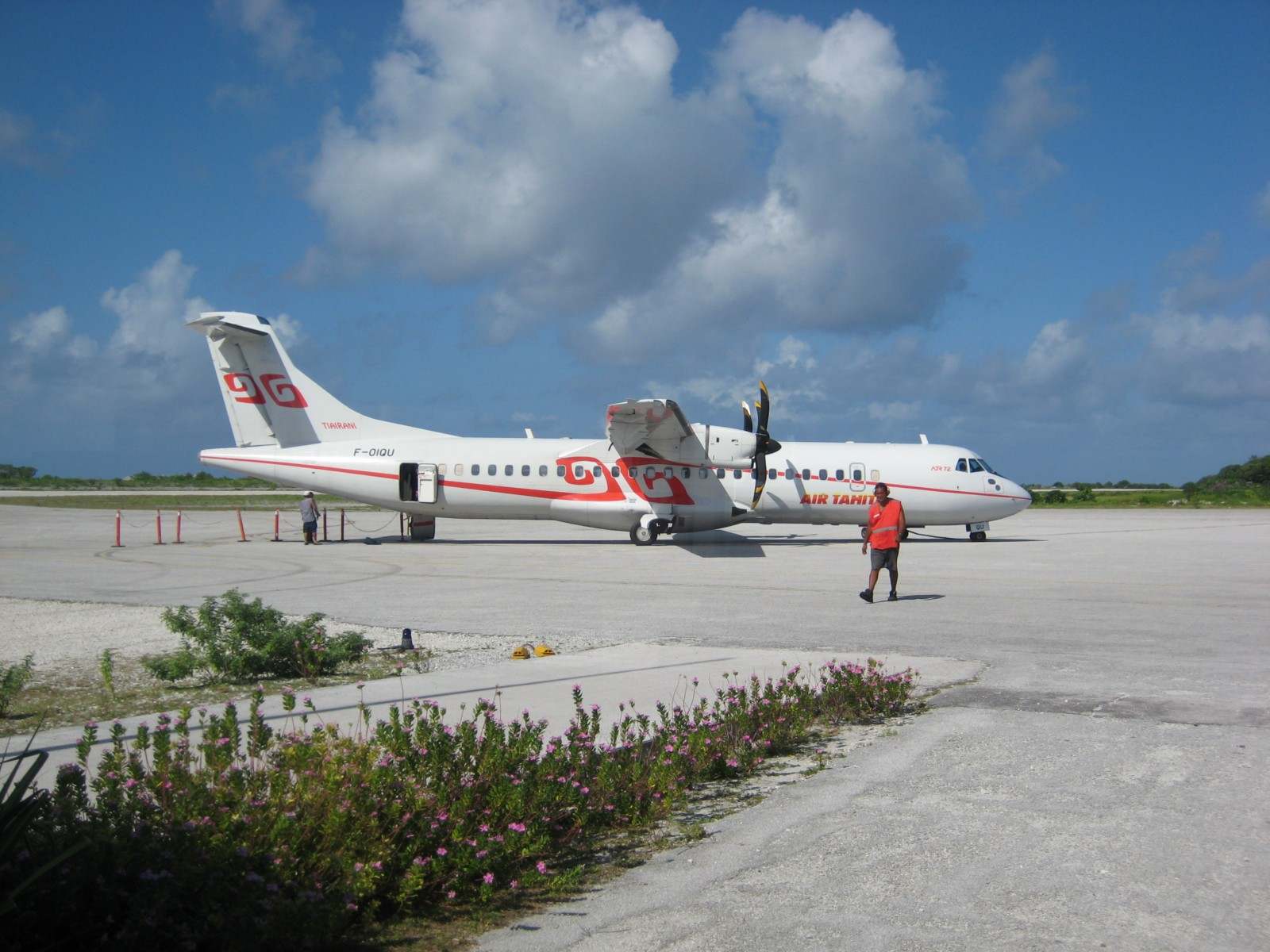
Аеропорт Рангіроа